# Punata

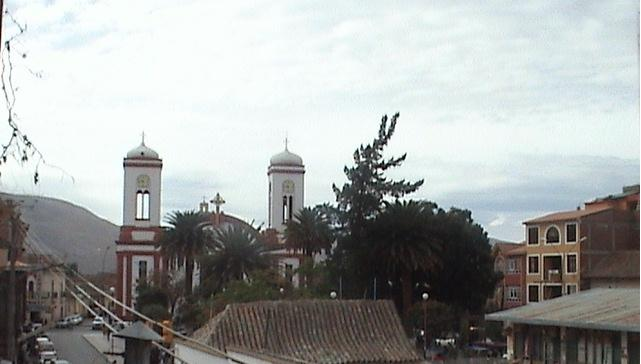
Vista da Plaza 18 de mayo, da rua Sucre em Punata.

Punata é uma cidade da Bolívia, capital da província de Punata, no departamento de Cochabamba. Está situada a 2.552 metros de altitude. No censo realizado em 2001, a cidade possuía 14.742 habitantes, sua população estimada para 2006 é de 15.700 habitantes. Está localizada a 58 km de Cochabamba.
- latitude: 17° 33' 0 Sul
- longitude: 65° 49' 60 Oeste